# Tjäle

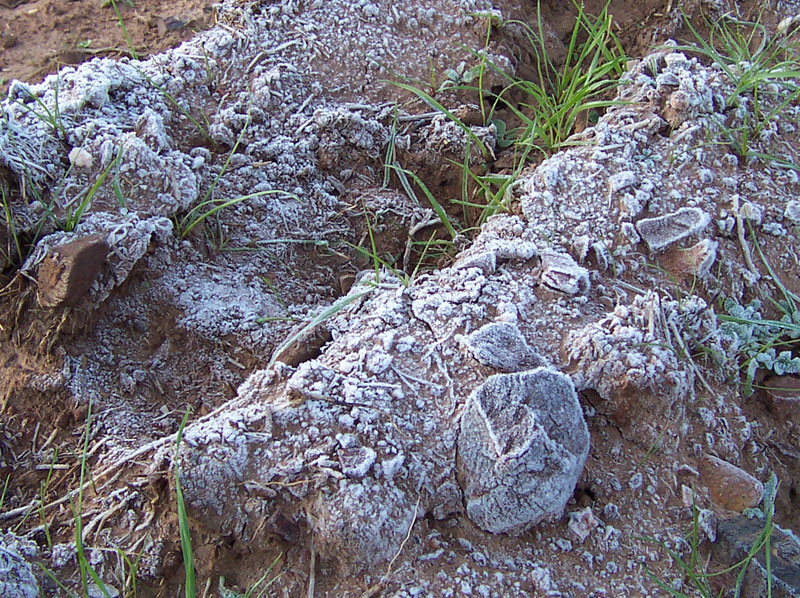
Frusen åker.

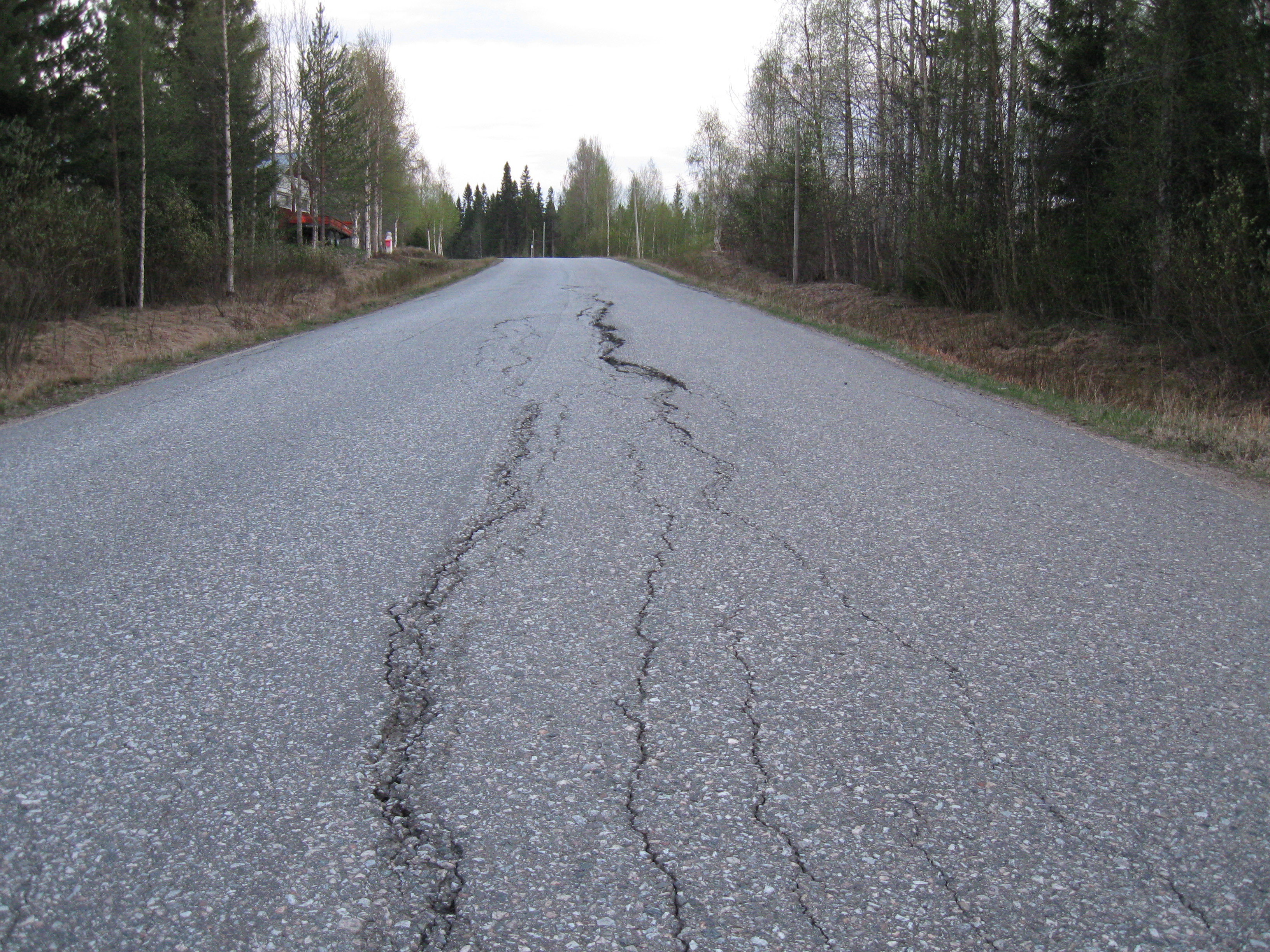
Tjälskada i Puolango i Finland.

Tjäle uppstår när jordtemperaturen når fryspunkten för vattnet; när vattnet i marken fryser till is. Detta sker vid långvarigt kallt klimat. Tjäle gör att marken är mycket svår att gräva i. När vatten fryser till is, ökar volymen med 9 %. Isens expansion kan orsaka skador på tekniska installationer i marken, till exempel på vägar och byggnadsgrunder. Rör för vatten är känsliga och läggs på tjälfritt djup. Djupet som tjälen når ner till är olika i olika trakter och erfarenhet av olika tjäl-år är också viktig. När tjäle råder året runt kallas det permafrost. I torvmarker i områden med permafrost förekommer så kallade palsar, som består av uppfrusen torv och kan bli flera meter höga. Palsmyrar förekommer i Sverige framför allt från Vindelfjällen och norrut längs med fjällkedjan.
Tjällossning kallas det när marken på våren tinar upp så att tjälen går ur. 

## Jordars tjälfarlighet
Jord med högre kapillaritet är mer tjälfarlig. Värst är siltjord, som kan suga upp vatten flera meter. Ler är bättre, då dess porer är så små att sugförmågan är lägre. (Ler har högre stighöjd men tar mycket längre tid att stiga)

## Tjäle och vägar
När bara det översta lagret av isen smält kallas ytuppmjukning. Denna kan ställa till det främst på grusvägar som då blir instabila och i värsta fall "flytande". 
Vägar som byggs på permafrost får ofta svåra sättningsskador, i synnerhet om vägen beläggs med svart asfalt. Detta beror på att vägens mörka yta absorberar solvärme som kan få undergrunden att tina upp. Den efter upptinandet ofta porösa och svaga undergrunden sjunker då ihop under vägkroppens tyngd. Resultatet blir stora deformationer, vilka ofta medför svåra vägojämnheter. Ett motmedel är att tillverka vägens slitlager med ljust stenmaterial.